# Hypasclera dorsalis
Hypasclera dorsalis là một loài bọ cánh cứng trong họ Oedemeridae. Loài này được Melsheimer miêu tả khoa học năm 1846.